# آندریا گیل
آندریا گیل (به انگلیسی: Andrea Gail) یک کشتی بود که طول آن ۷۲ فوت (۲۲ متر) بود. این کشتی در سال ۱۹۷۸ ساخته شد.